# C/2008 N5 (SOHO)
C/2008 N5 (SOHO) – kometa jednopojawieniowa odkryta na zdjęciach SOHO przez Arkadiusza Kubczaka. Została odkryta 5 lipca 2008 roku. Należy do grupy komet Kreutza.